# 突撃戦車
突撃戦車（とつげき－せんしゃ）とは、装甲戦闘車両の車両区分名、もしくは制式分類名称の一つである。
それが意味するものと、この名称で呼ばれる車両については時代と各国によって異なるが、“突撃”の名の通り、敵陣に対して正面から直接照準射撃で攻撃し、機関銃座や掩蔽壕を破壊することを任務とした車両であり、敵の激しい銃砲火に晒されることを考慮して、同時代の他の装甲戦闘車両に比べて厚い装甲を備えていることが特徴である。

## 各国の突撃戦車
ドイツ
第一次世界大戦においてドイツが開発した初の戦車である、A7Vの公式名称は"Sturmpanzerwagen"（開発当時の語義に従った直訳では「突撃装甲車両」）であった。また、第二次世界大戦のドイツの自走砲の一つである“ブルムベア”の制式名称はIV号突撃戦車 (Sturmpanzer IV)であった。

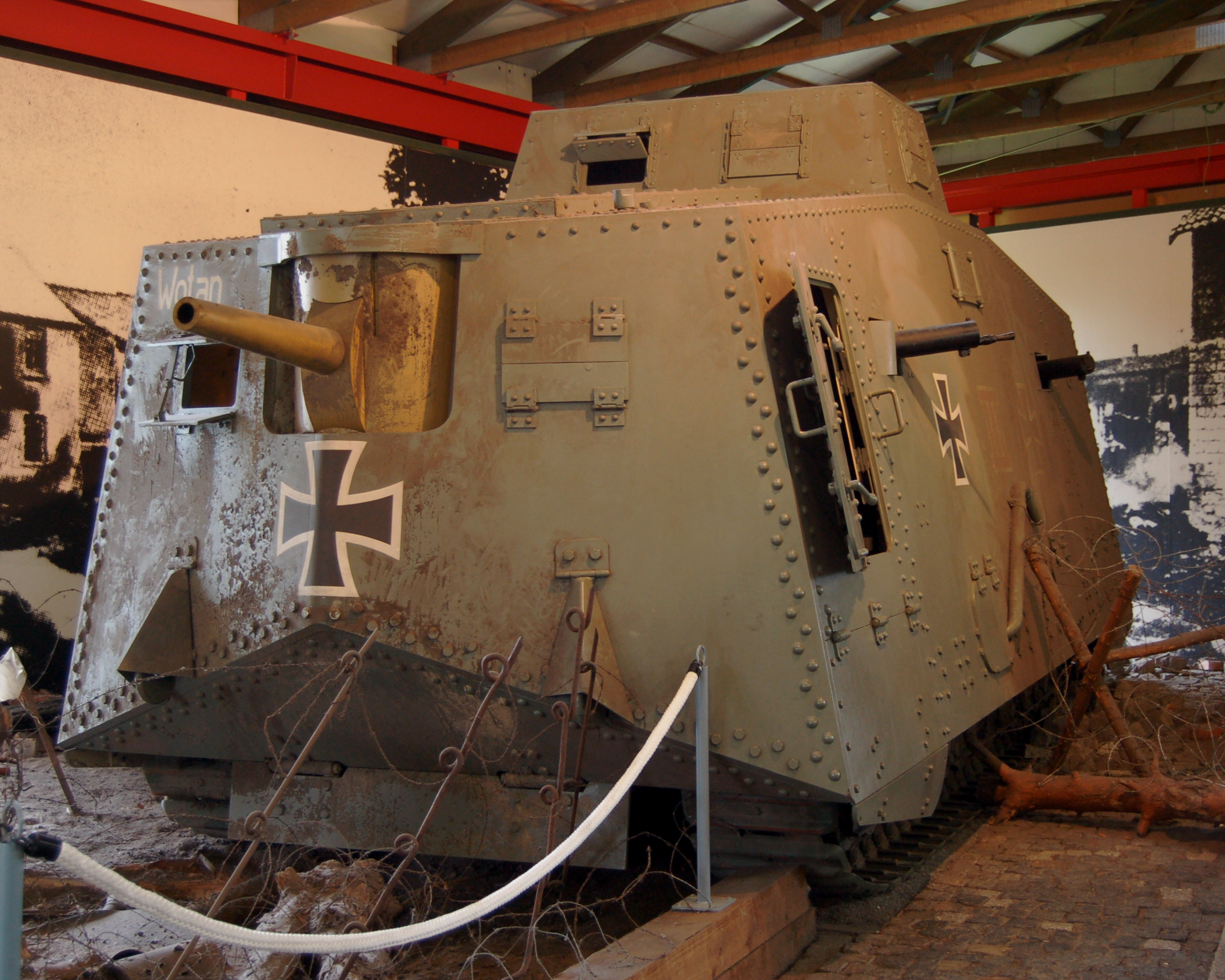
A7V
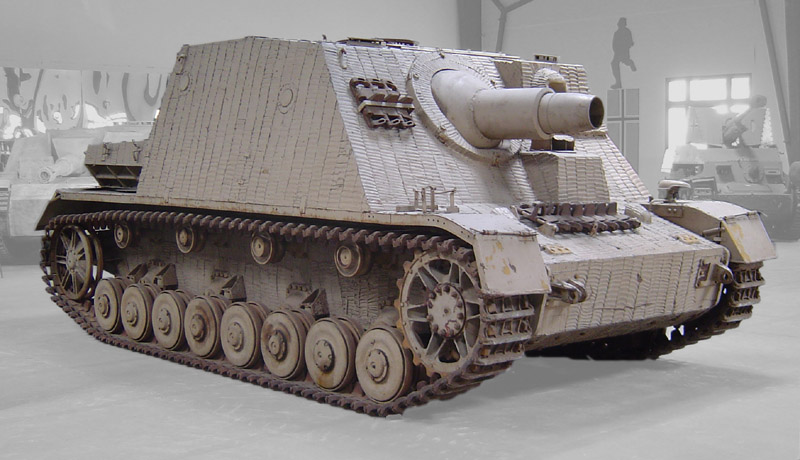
IV号突撃戦車(Sturmpanzer IV)“ブルムベア”[注 2]

イギリス
イギリス軍においては、"Tank, Heavy Assault,"の名称で、 第二次世界大戦時に開発された重装甲・重武装の戦車や自走砲にこの制式名が与えられていた。

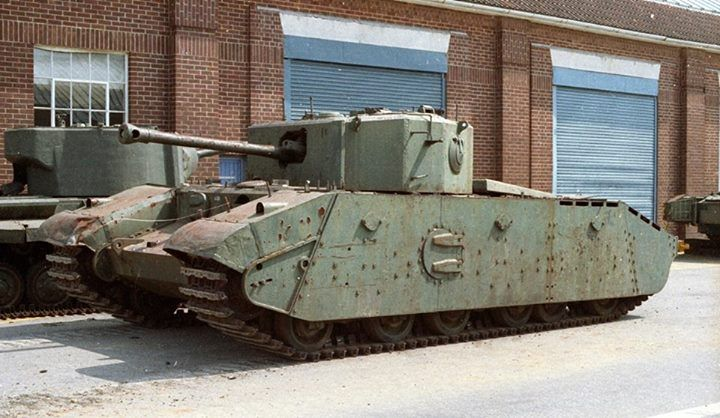
エクセルシアー重突撃戦車
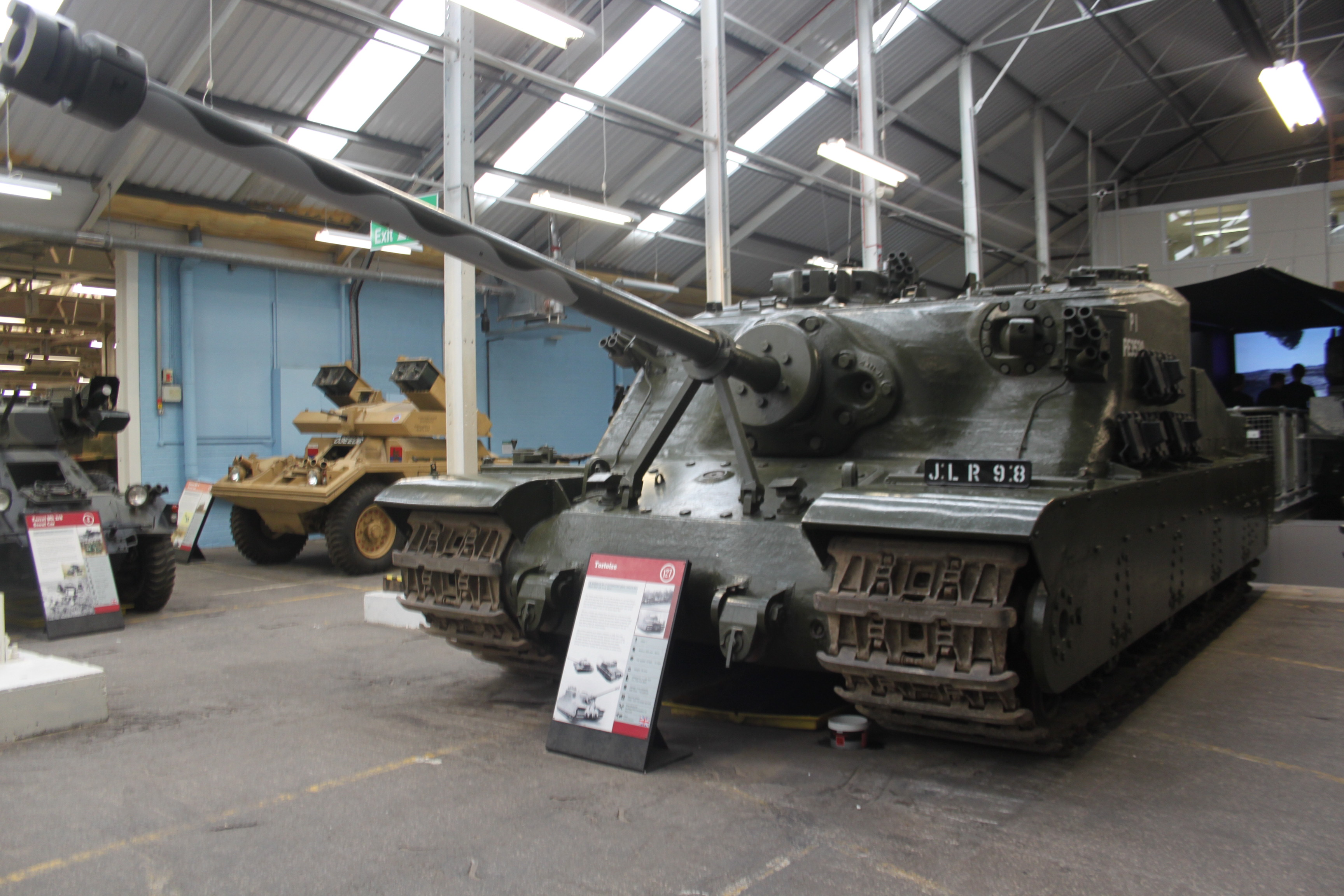
トータス重突撃戦車

フランス
第一次世界大戦中に各国で開発された「戦車」のうちで、最初期のものの一つである、サン・シャモン戦車の公式名称は"Char d'assaut"もしくは"Char de rupture"（開発当時の語義に従って直訳すると、それぞれ「突撃用戦闘馬車」および「破砕用戦闘馬車」）であり、これらの語は日本では通常は「突撃戦車」と訳される。

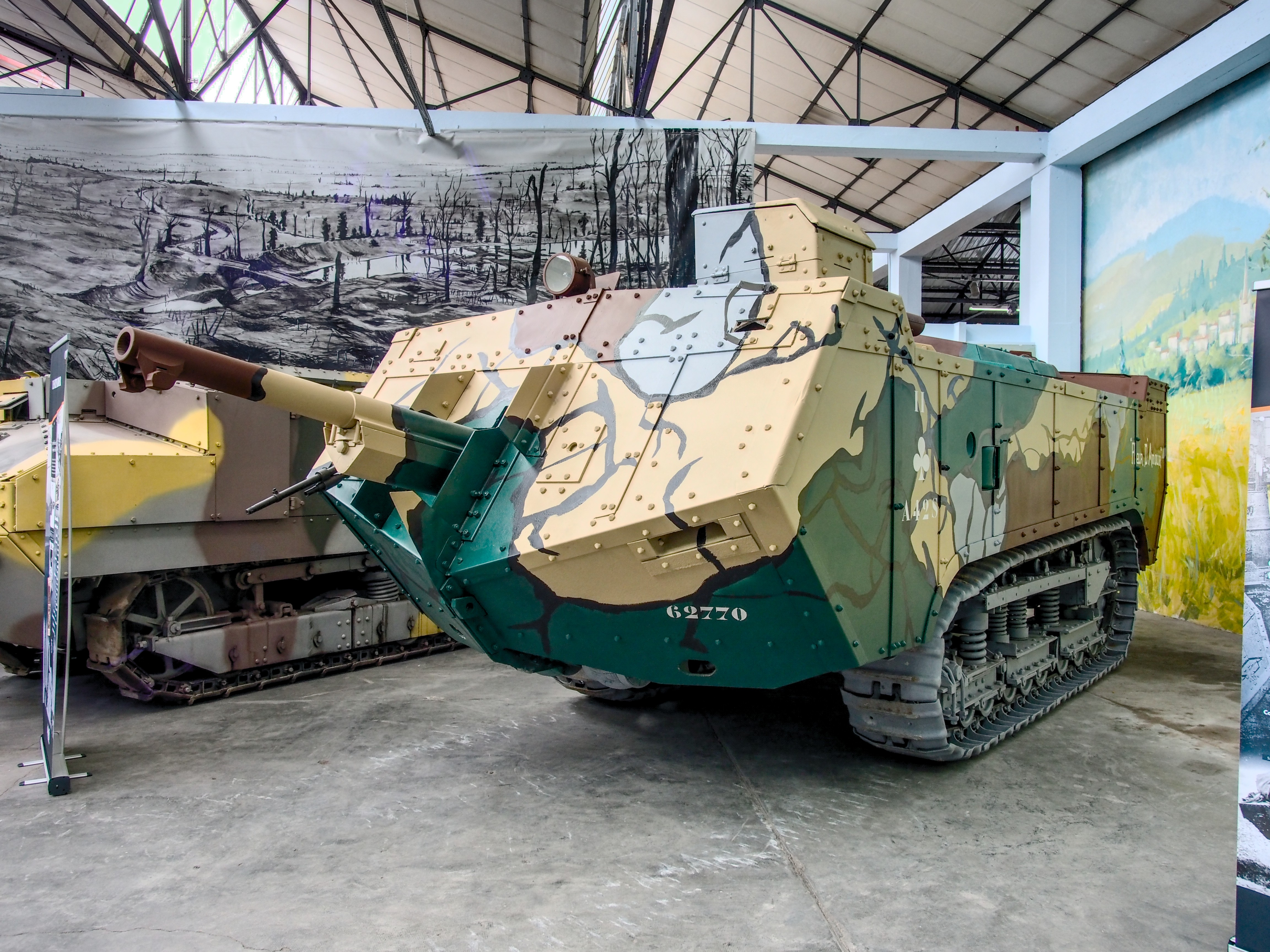
サン・シャモン突撃戦車

アメリカ
アメリカ合衆国軍では中戦車の派生型や発展型として開発された重装甲型のもの（広義の重戦車）に"Assault Tank"の名称を与えていた。

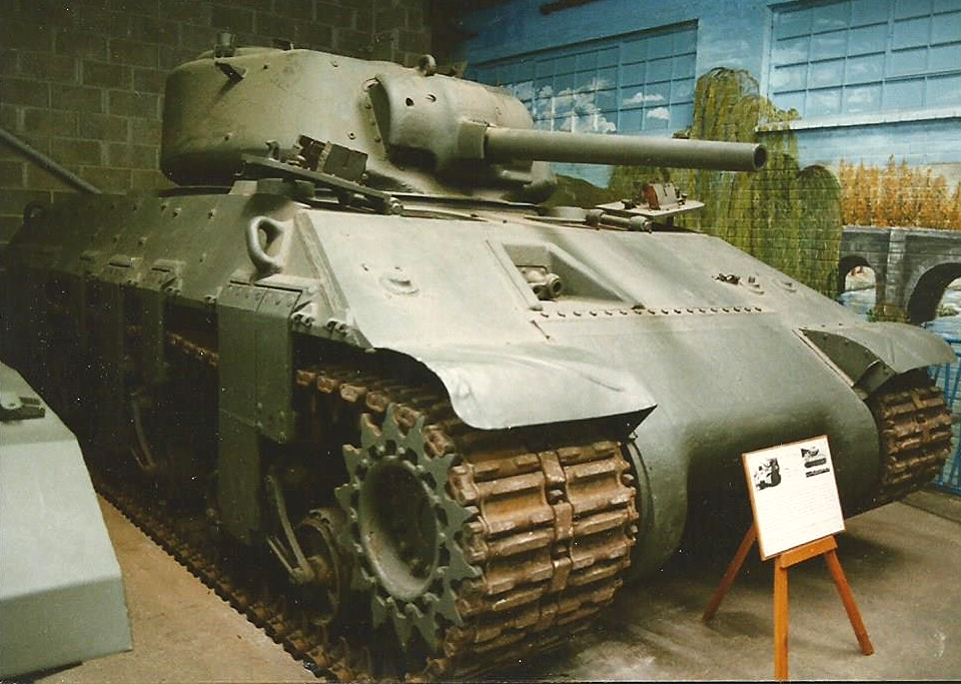
T14突撃戦車
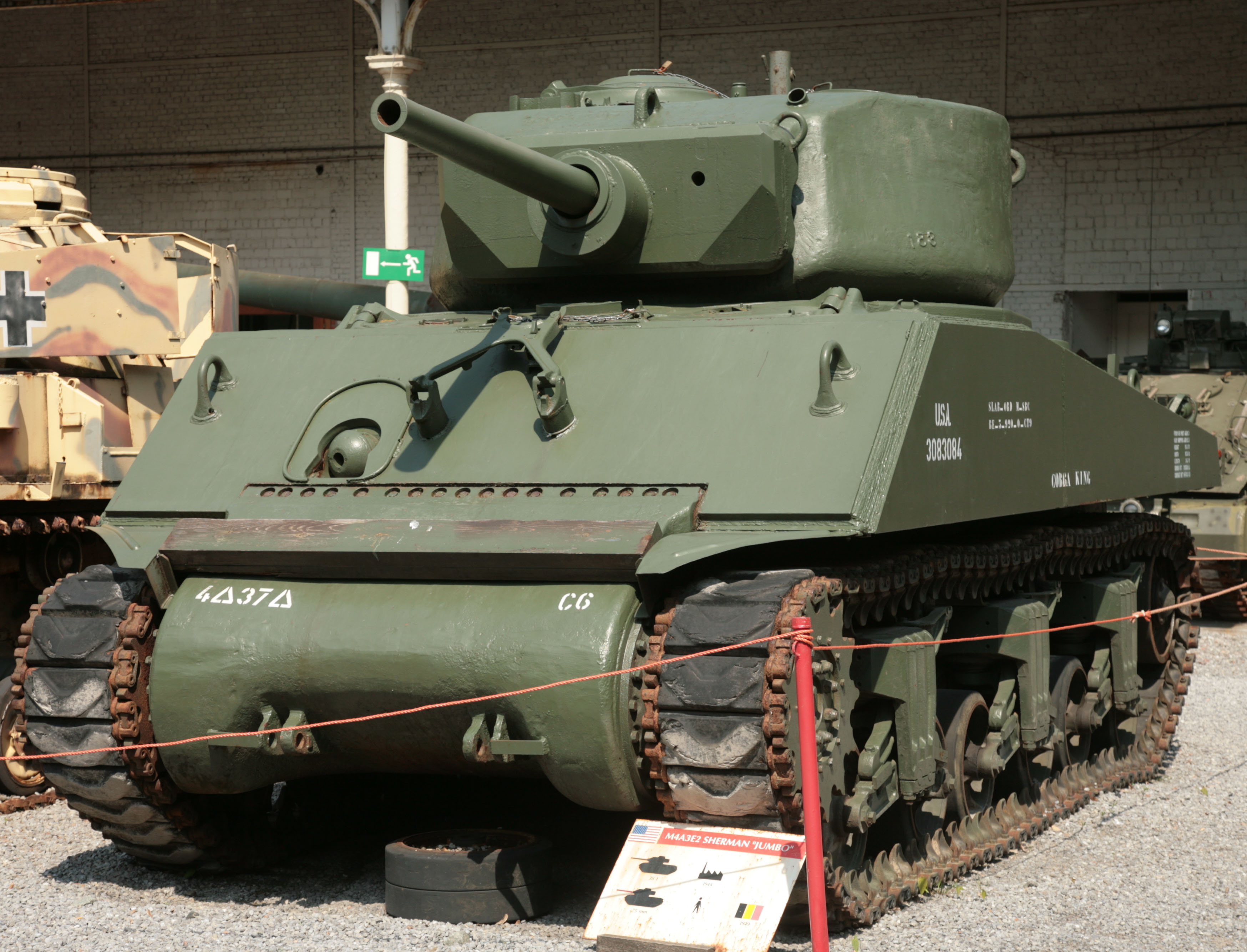
M4A3E2“ジャンボ”突撃戦車（75mm砲型）

その他
ソビエトのKV-2重戦車は、英語で書かれた書籍やWebサイトなどで"(heavy)assault tank"の名称で記載されていることがあり、ロシア語でも"тяжёлый штурмовой танк"（重突撃戦車、の意）の名称で記述されていることがあるが、公式名称では単に"КВ с большой башней"（大型砲塔型KV戦車）である。また、フィンランドがソビエトから鹵獲したBT-7快速戦車を改修してイギリス製のQF 4.5インチ榴弾砲を搭載した自走砲であるBT-42も、同様に"assault tank"の名称で記載されていることがあるが、フィンランド語での公式名称は"Rynnäkkötykki"（突撃砲）であった。